# همدم زیرستاره‌ای

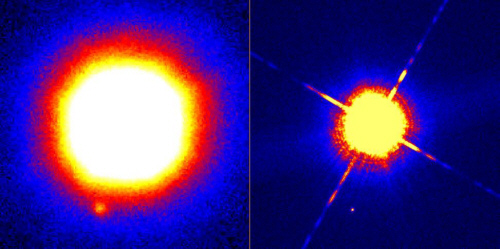
زمین و نپاهشگاه‌های فضا بندیده، گلیزه ۲۲۹ و همدم‌هایش، که شاید ۲۰–۴۰ جرم هرمز در اندازه اند را، می‌نپاهند.

هَمدَم زیرستاره‌ای (به انگلیسی: Substellar companion) یک ترم عمومی برای یک جسم اخترشناختی در حال مدار یک ستاره است.
آن می‌تواند یک جسم آسمانی را توصیف کند که بسیار کوچک اند تا یک ستاره باشند، ولی بسیار بزرگ اند تا یک سیاره خوانده شوند. دگرینانه، آن یک برآخت زیرستاره‌ای است همچون برون‌سیاره یا کوتوله قهوه‌ای که درحال مدار یک ستاره اند. برآخت‌هایی به کمی ۸–۲۳ جرم هرمز اند یک همدم زیرستاره‌ای خوانده شده‌اند. برآخت‌های درحال مدار یک ستاره بیشتر سیاره زیر ۱۳ جرم هرمز و کوتوله قهوه‌ای بالای آن خوانده می‌شوند. همدم‌ها در آن خط مرزی کوتوله سیاره-قهوه‌ای ابرهرمز خوانده می‌شوند، همچون گرداگرد ستاره کاپا آندرومدا. هرگزکم، برآخت‌های به کوچکی ۸ جرم هرمز یک کوتوله قهوه‌ای خوانده شده‌اند.
اندیشیده شده که یک همدم زیرستاره‌ای در سیستم ستاره‌ای باینری اس‌دی‌اس‌اس ۱۲۱۲ باشد. همدم‌های زیرستاره‌ای با آنالیز داده‌های اخترسنجیک از هیپارکس استوار شده‌اند.